# Le Dernier Été de la Boyita
Pour plus de détails, voir Fiche technique et Distribution.
Le Dernier Été de la Boyita (El último verano de la Boyita) est un film franco-hispano-argentin réalisé par Julia Solomonoff et sorti en 2009.

## Synopsis
Au milieu des années 1970, alors que ses parents se séparent et que sa sœur aînée est en pleine adolescence, la jeune Jorgelina doit apprendre à grandir et à accepter les changements. Elle part avec son père dans sa maison de campagne, où elle retrouve le jeune Mario, qui fait lui aussi face à de nouvelles étapes majeures de sa vie.

## Fiche technique
- Titre : Le Dernier Été de la Boyita
- Titre original : El último verano de la Boyita
- Réalisation et scénario : Julia Solomonoff
- Musique : Sebastián Escofet
- Photographie : Lucio Bonelli
- Montage : Rosario Suárez et Andrés Tambornino
- Direction artistique : Mariela Rípodas
- Costumes : Natalia Vacs
- Production : Maria Teresa Arida, Pepe Salvia, Lucia Seabra et Julia Solomonoff
  - Coproduction : Daniel Chabannes de Sars, Corentin Dong-Jin Sénéchal et Esther García
  - Production exécutive : Agustín Almodóvar et Pedro Almodóvar
- Pays d'origine :  Argentine,  Espagne,  France
- Langue originale : espagnol
- Dates de sortie :
  - Argentine : 30 mars 2009 (Festival du cinéma indépendant de Buenos Aires) ; 5 novembre 2009 (sortie nationale)
  - France : 8 septembre 2010 (sortie nationale)

## Distribution
- Guadalupe Alonso : Jorgelina
- Nicolás Treise : Mario
- Mirella Pascual : Elba
- Gabo Correa : Eduardo
- María Clara Merendino : Luciana
- Guillermo Pfenning : Héctor
- Arnoldo Treise : Oscar

## Distinctions
- 2010 : Meilleure réalisatrice, Festival International du Film de Kerala, Inde
- 2010 : Prix spécial du jury, Festival International du Film de Sofia
- 2010 : Prix spécial du jury, Festival du film de Miami

## Commentaires
Le personnage de Mario est en fait un pseudohermaphrodite féminin, l'hypertrophie de son clitoris ayant conduit ses parents à croire que c'était un garçon.